# 미스트리오사우루스

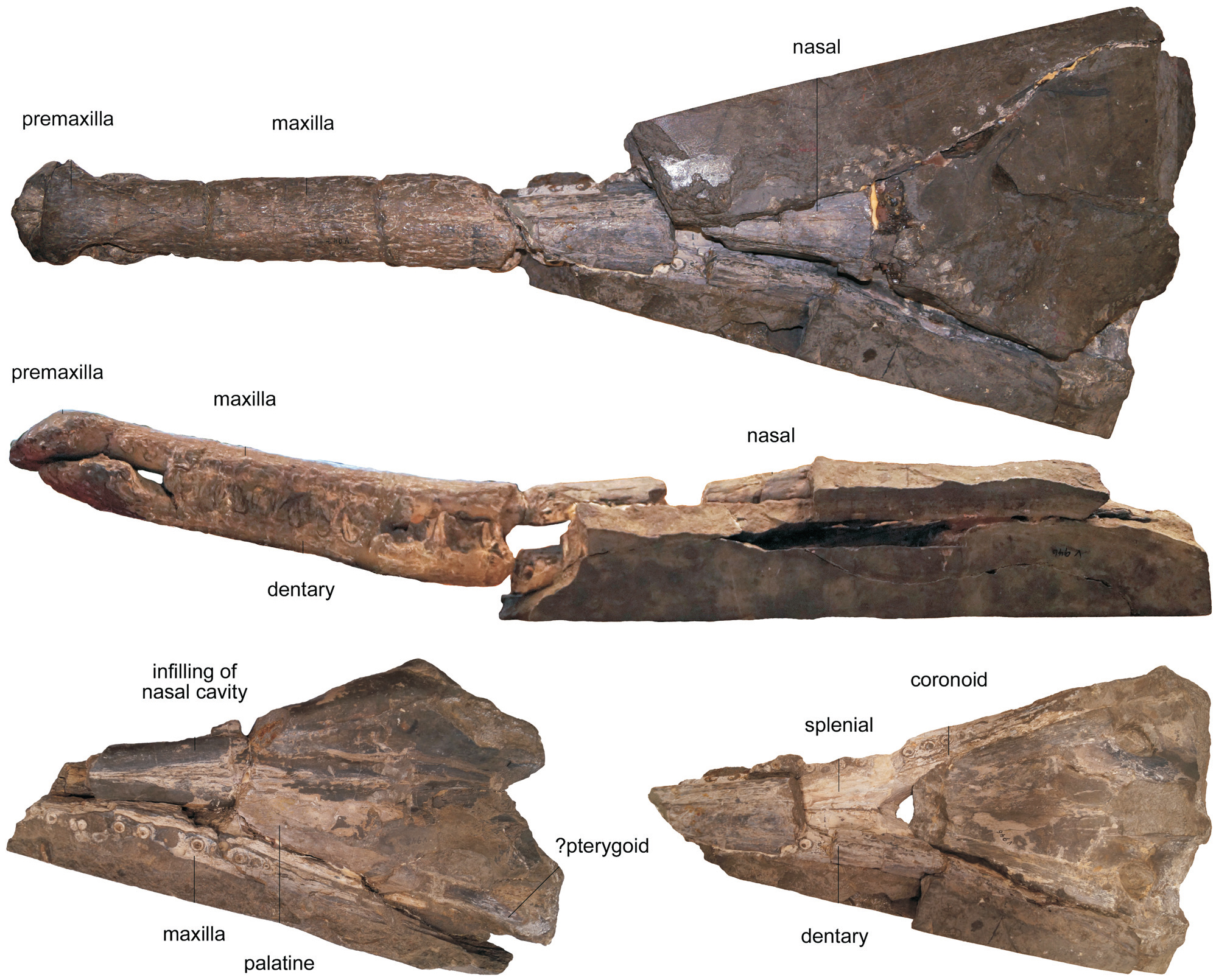

미스트리오사우루스(Mystriosaurus, 학명: Mystriosaurus laurillardi)는 악어목 텔레오사우루스과에 속하는 악어이다. 지금은 멸종된 악어로 몸길이가 4~6m인 거대한 악어에 속한다.

## 특징
미스트리오사우루스는 크게 확장된 두개골을 가지고 있으며 바다에서 적응하여 살아갔던 바다악어 중에 하나이다. 바다에서 완벽히 적응하여 살았던 악어에 한 종인만큼 바다에서 염분을 조절하는 능력을 가졌을 것으로 보이며 몸의 등쪽은 두꺼운 갑피를 무장했을 것으로 추정이 된다. 아직 정확하게 바다에서 나와 알을 낳았는지 아니면 바다에서 직접 자신의 어린 개체를 출산했는지는 불명확하다. 위턱과 아래턱의 양턱에는 총 20~26개의 날카로운 이빨을 가지고 있었으며 이것을 통해 먹이를 사냥했을 것으로 추정이 된다. 먹이로는 당대에 서식하던 물고기, 갑각류, 작은 어룡을 주로 섭이했을 육식성의 포식자로 추정이 된다.

## 생존시기와 서식지와 화석의 발견
미스트리오사우루스가 생존하던 시기는 중생대의 쥐라기 초기로 지금으로부터 2억년전~1억 8천만년전에 생존했던 악어이다. 생존했던 시기에는 유럽을 중심으로 하는 대서양, 북극해, 지중해에서 주로 서식했던 종이 된다. 화석의 발견은 1834년에 유럽의 쥐라기에 형성된 지층에서 독일의 고생물학자인 포시 도니아가 최초로 발견하여서 새롭게 명명된 종이며 화석이 발견된 국가로는 영국과 독일이 된다.

## 같이 보기
- 악어
- 중생대
- 쥐라기
- 파충류
- 화석